# Championnat de Malte de football 1998-1999
Navigation
Saison précédente Saison suivante
La saison 1998-1999 de Premier League Maltaise était la quatre-vingt-quatrième édition de la première division maltaise.
Lors de cette saison, le La Vallette FC a conservé son titre de champion face aux neuf meilleurs clubs maltais lors d'une série de matchs se déroulant sur toute l'année.
Les dix clubs participants au championnat ont été confrontés à trois reprises aux neuf autres. Tous les matchs se jouant dans le même stade il n'y avait pas de notion d'extérieur ou de domicile pour ce championnat.
Le La Vallette FC a été sacré champion de Malte pour la dix-septième fois.
Trois places étaient qualificatives pour les compétitions européennes, la quatrième place étant celle du vainqueur du Trophée Rothman 1998-1999.

## Qualifications en coupe d'Europe
À l'issue de la saison, le champion a participé au 1er tour de qualification de la Ligue des champions 1999-2000.
La Coupe des coupes ayant disparu, le finaliste du Trophée Rothman, la coupe ayant été remportée par le La Vallette FC, et le troisième du championnat, le deuxième étant le finaliste du trophée, ont pris les places pour la Coupe UEFA 1999-2000.
Enfin, la première équipe dans l'ordre du classement qui l'a souhaité a participé à la Coupe Intertoto 1999.

## Les dix clubs participants
| Club                | Stade             | Capacité | Ville      |
| ------------------- | ----------------- | -------- | ---------- |
| Birkirkara FC       | Infetti Ground    | 2 000    | Birkirkara |
| Floriana FC         | -                 | -        | Floriana   |
| Hamrun Spartans     | Victor Tedesco    | 6 000    | Hamrun     |
| Paola Hibernians FC | Hibernians Ground | 8 000    | Paola      |
| Naxxar Lions FC     | -                 | -        | Naxxar     |
| Pietà Hotspurs      | -                 | -        | Pietà      |
| Rabat Ajax          | -                 | -        | Rabat      |
| Sliema Wanderers FC | Guze Fava Ground  | 4 000    | Sliema     |
| St. Patrick FC      | -                 | -        | Zabbar     |
| La Vallette FC      | -                 | -        | La Valette |

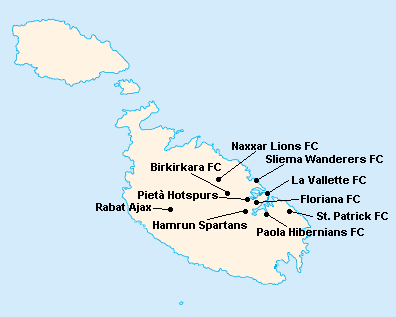
Localisation des clubs engagés dans le championnat.

L'île de Malte étant relativement petite, les clubs évoluent tous au stade National Ta'Qali (17 400 places). Certain cependant ont leur propre enceinte qu'ils peuvent éventuellement utiliser.

## Compétition

### Classement
| Rang | Équipe                 | Pts | J  | G  | N | P  | Bp | Bc | Diff |
| ---- | ---------------------- | --- | -- | -- | - | -- | -- | -- | ---- |
| 1    | La Vallette FC (T) (C) | 70  | 27 | 23 | 1 | 3  | 71 | 23 | +48  |
| 2    | Birkirkara FC          | 68  | 27 | 21 | 5 | 1  | 69 | 20 | +49  |
| 3    | Sliema Wanderers FC    | 47  | 27 | 14 | 5 | 8  | 54 | 32 | +22  |
| 4    | Paola Hibernians FC    | 42  | 27 | 12 | 6 | 9  | 47 | 33 | +14  |
| 5    | Floriana FC            | 36  | 27 | 10 | 6 | 11 | 47 | 50 | -3   |
| 6    | Naxxar Lions FC        | 29  | 27 | 7  | 8 | 12 | 32 | 46 | -14  |
| 7    | Pietà Hotspurs         | 27  | 27 | 7  | 6 | 14 | 39 | 39 | 0    |
| 8    | Rabat Ajax (P)         | 27  | 27 | 7  | 6 | 14 | 37 | 67 | -30  |
| 9    | St. Patrick FC (P)     | 17  | 27 | 3  | 8 | 16 | 29 | 71 | -42  |
| 10   | Hamrun Spartans        | 15  | 27 | 4  | 3 | 20 | 26 | 70 | -44  |

| Légende : Qualifications et relégations | Légende : Qualifications et relégations                                                     |
| --------------------------------------- | ------------------------------------------------------------------------------------------- |
|                                         | Ligue des champions 1999-2000 (1er Tour de qualification)                                   |
|                                         | Coupe UEFA 1999-2000 (Tour de qualification)                                                |
|                                         | Coupe Intertoto 1999 (1er Tour)                                                             |
|                                         | Relégation en First Division Maltaise                                                       |
|                                         | (T) : Tenant du titre 1997-1998 (P) : Promu en 1997-1998 (C) : Vainqueur du Trophée Rothman |

### Matchs
| Résultats (▼dom., ►ext.)                                   | Bir | Flo | Ham | Hib | Nax | Pie | Rab | Sli | StP | Val |
| Birkirkara FC                                              |     | 2-2 | 3-0 | 1-1 | 5-1 | 2-0 | 2-2 | 0-0 | 1-0 | 4-1 |
| Floriana FC                                                | 0-4 |     | 2-0 | 0-2 | 2-1 | 2-1 | 5-1 | 1-1 | 5-1 | 0-4 |
| Hamrun Spartans                                            | 0-3 | 1-2 |     | 1-3 | 0-0 | 0-4 | 4-2 | 1-2 | 3-4 | 1-4 |
| Paola Hibernians FC                                        | 0-3 | 3-2 | 5-0 |     | 0-0 | 1-1 | 2-1 | 0-0 | 3-1 | 1-3 |
| Naxxar Lions FC                                            | 2-1 | 0-0 | 1-1 | 1-1 |     | 1-1 | 1-2 | 2-0 | 2-2 | 0-3 |
| Pietà Hotspurs                                             | 0-2 | 1-2 | 3-0 | 0-2 | 3-5 |     | 4-0 | 0-2 | 1-1 | 0-1 |
| Rabat Ajax                                                 | 3-5 | 1-1 | 4-2 | 2-0 | 0-3 | 2-1 |     | 2-4 | 1-1 | 1-7 |
| Sliema Wanderers FC                                        | 2-3 | 1-0 | 3-0 | 3-1 | 1-2 | 4-2 | 2-0 |     | 7-0 | 1-3 |
| St. Patrick FC                                             | 2-3 | 2-2 | 1-1 | 0-6 | 1-3 | 0-0 | 1-1 | 0-5 |     | 3-4 |
| La Vallette FC                                             | 0-1 | 4-1 | 3-1 | 1-0 | 1-0 | 1-0 | 4-0 | 4-0 | 5-0 |     |
| - Victoire à domicile - Match nul - Victoire à l'extérieur |     |     |     |     |     |     |     |     |     |     |

## Bilan de la saison
| Tableau d'Honneur       |                |
| Compétition             | Vainqueur      |
| Premier League Maltaise | La Vallette FC |
| Trophée Rothman         | La Vallette FC |
| Supercoupe de Malte     | La Vallette FC |

| Qualifications européennes 1999-2000 |                                    |
| Ligue des champions                  | Qualifiés                          |
| 1er tour de qualification            | La Vallette FC                     |
| Coupe UEFA                           | Qualifiés                          |
| Tour de qualification                | La Vallette FC Sliema Wanderers FC |
| Coupe Intertoto                      | Qualifiés                          |
| 1er tour                             | Floriana FC                        |

| Promotions et relégations           |                                |
| Relégués en First Division Maltaise | St. Patrick FC Hamrun Spartans |
| Promus de First Division Maltaise   | Gozo FC (en) Zurrieq FC        |